# Autoridade Intergovernamental para o Desenvolvimento

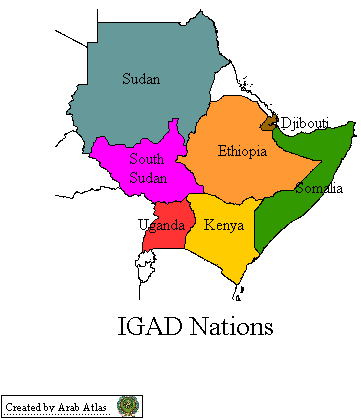
Membros da IGAD

A Autoridade Intergovernamental para o Desenvolvimento (em inglês Intergovernmental Authority on Development - IGAD) é um bloco comercial de oito países com base na África Oriental; inclui os governos do Chifre da África, Vale do Nilo e dos Grandes Lagos Africanos, sua sede está localizada em Djibouti.
Esse organismo sub-regional surgiu em 1986, com o propósito específico de coordenar os esforços dos países-membros no combate à seca e à desertificação. Seu nome original era Intergovernmental Authority on Drought and Desertification.
A região da IGAD estende-se por uma área de 5,2 milhões de km² que inclui uma população de mais de 208 milhões de pessoas (3% da população global), caracterizado por elevadas taxas de crescimento e sendo o receptor de 40% de toda a ajuda alimentar global.

## Estados membros atuais
Chifre da África
- Djibouti(membro fundador: 1986)
- Eritreia(admitido em 1993, suspenso em 2007)
- Etiópia(membro fundador: 1986)
- Somália(membro fundador: 1986)

Vale do Nilo
- Sudão(membro fundador: 1986)
- Sudão do Sul(admitido em 2011)[1]

Grandes Lagos
- Quênia(membro fundador: 1986)
- Uganda(membro fundador: 1986)